# Екатериновка (Ленинградская область)
Екатери́новка (фин. Vennäinkylä) — деревня в Куйвозовском сельском поселении Всеволожского района Ленинградской области.

## Название
По народной этимологии русское название деревни происходит от императрицы Екатерины II, якобы останавливавшейся здесь менять лошадей по дороге в Петрозаводск.
Финское название деревни происходит от «venäjänkylä» — русская деревня.

## История
Окрестные земли с конца XVIII века принадлежали роду Шуваловых, и одним из первых владельцев деревни был граф, генерал-лейтенант Петр Андреевич Шувалов. По данным же обследования, произведённого летом 1927 года историком, председателем ЛОИКФУН Вячеславом Александровичем Егоровым (1878—1934), «помещик Лошкарёв выиграл в карты у другого помещика 7 крестьянских семейств, которые были привезены из Костромской губернии и образовали Екатериновку».
Первое картографическое упоминание — деревня Екатериненская, на карте Санкт-Петербургской губернии Ф. Ф. Шуберта в 1834 году.

КАТЕРИНИНА — деревня мызы Большие-Куйвази, принадлежит князю Сергею Урусову, тайному советнику, жителей 21 м. п., 20 ж. п.; (1838 год)

КАТЕРИНИНО — деревня наследников тайного советника Лошкарёва, по просёлкам, 7 дворов, 26 душ м. п. (1856 год)

Согласно «Топографической карте частей Санкт-Петербургской и Выборгской губерний» в 1860 году деревня Екатериненская (Русская) насчитывала 11 дворов.

ЕКАТЕРИНОВА (РУССКАЯ СЛОБОДА) — деревня владельческая, при колодцах; 8 дворов, жителей 36 м. п., 33 ж. п.; (1862 год)

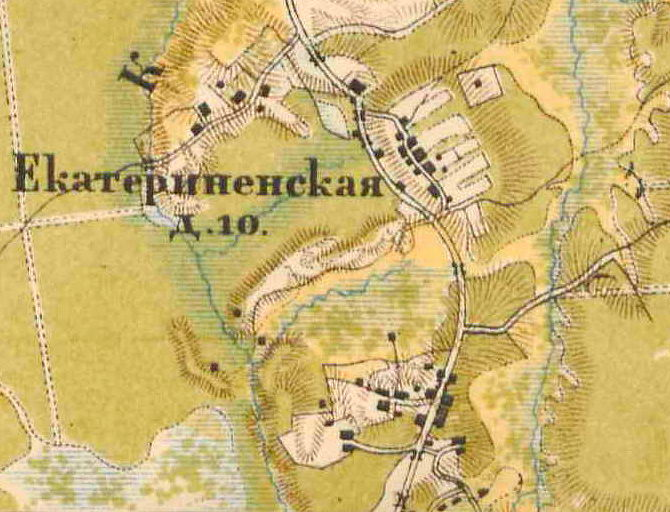
Деревня Екатериненская на карте 1885 года

В 1885 году деревня насчитывала 10 дворов.
Согласно материалам по статистике народного хозяйства Санкт-Петербургского уезда 1891 года, имением Екатериновка площадью 919 десятин владел статский советник А. И. Яковлев, имение было приобретено в 1875 году за 20 000 рублей.

ЕКАТЕРИНОВКА — мыза землевладельца Яковлева, при Керровской земской дороге, при пруде 1 двор, 6 м. п., 2 ж. п., всего 8 чел. 

ЕКАТЕРИНОВКА — деревня Куйвозовского сельского общества, при Куйвозовской (Гарболовской) земской дороге, при родниках 15 дворов, 36 м. п., 50 ж. п., всего 86 чел. (1896 год)

В конце XIX — начале XX века деревня административно относилась к Куйвозовской волости 4-го стана Санкт-Петербургского уезда Санкт-Петербургской губернии.

ЕКАТЕРИНОВКА (РУССКАЯ СЛОБОДА) — селение Куйвозовского сельского общества Куйвозовской волости, число домохозяев — 14, наличных душ: 37 м. п., 45 ж. п.; Количество надельной земли — 96, в том числе лесного надела — 5 (в десятинах). (1905 год)

В 1905 году землевладельцами в Екатериновке были: отставной подпоручик Пётр Александрович Михайлов, ему принадлежало 829 десятин и наследники действительного статского советника Алексея Ивановича Яковлева — 200 десятин земли.
В 1908 году в деревне проживал 91 человек из них 10 детей школьного возраста (от 8 до 11 лет).
Деревня в начале XX века принадлежала Михайловой, владелице угольного завода.
В Екатериновке работал бондарь, лес покупался у местного землевладельца по 15 копеек с вершка, работа производилась только зимой.
Согласно переписи населения СССР 1926 года:

ЕКАТЕРИНОВКА — деревня Лесколовского сельсовета Ленинградского уезда, 24 хозяйства, 118 душ.

Из них: русских — 23 хозяйства, 115 душ; немцев — 1 хозяйство, 3 души. (1926 год)

По данным обследования, проведённого в 1927 году ЛОИКФУН, деревня насчитывала 19 дворов, где проживали 111 человек, все русские.
По административным данным 1933 года деревня Екатериновка относилась к Лесколовскому сельсовету Куйвозовского финского национального района.
Согласно переписи населения СССР 1939 года:

ЕКАТЕРИНОВКА — деревня Лесколовского сельсовета Парголовского района, 78 чел. (1939 год)

Деревня Екатериновка на карте 1939 года

Согласно топографической карте РККА 1939 года деревня насчитывала 19 дворов. В 1940 году деревня также насчитывала 19 дворов.
Деревня исчезла, предположительно, после депортации финнов-ингерманландцев 1942 года. В 1960-х годах название Екатериновка было присвоено совхозному посёлку, созданному на месте бывшей усадьбы Лошкарёвых (фин. Laskerovan hovi) на территории деревни Куйвози, в 1,5 км севернее места бывшей деревни Екатериновка.
По данным 1966, 1973 и 1990 годов деревня Екатериновка входила в состав Куйвозовского сельсовета.
По административным данным 1973 года в деревне располагалась центральная усадьба совхоза «Красный сеятель».
В 1997 году в деревне проживали 132 человека, в 2002 году — 130 человек (русских — 92 %), в 2007 году — 133.

## География
Деревня расположена в северной части района на автодороге 41К-012 (Скотное — Приозерск), к югу от деревни Куйвози.
Расстояние до административного центра поселения — 3 км.
Расстояние до ближайшей железнодорожной станции Грузино — 2,5 км.

## Демография
| 1838 | 1862 | 1896 | 1905 | 1926 | 1939 | 1997 |
| ---- | ---- | ---- | ---- | ---- | ---- | ---- |
| 41   | ↗69  | ↗94  | ↘82  | ↗118 | ↘78  | ↗132 |
| 2002 | 2007 | 2010 | 2017 |      |      |      |
| ↘130 | ↗133 | ↗140 | →140 |      |      |      |

### Национальный состав
Согласно данным Всероссийской переписи населения 2021 года в деревне проживали 213 человек, из них:
 русские — 203 человека, молдаване — 2, армяне — 1, греки — 1, евреи — 1, туркмены — 1, узбеки — 1, украинцы — 1 человек, остальные национальность не указали.

## Инфраструктура
По состоянию на 2011 год в Екатериновке было 5 многоквартирных домов, 2 дома 1947—1951 годов постройки, 3 дома 1962—1965 годов постройки. Этажность: 2 дома одноэтажные, 3 дома двухэтажных. Общая площадь жилых помещений 1557,0 м2. Жилые дома без удобств. Два дома с выгребными ямами.
Ближайшая железнодорожная станция — Грузино, Приозерского направления Октябрьской железной дороги.
Через деревню проходит подъездной железнодорожный путь к заводу ЖБИ, расположенному в посёлке Заводской.

## Экономика
В Екатериновке расположено животноводческое хозяйство «Авлога».

## Достопримечательности
В списке ценных природных объектов, подлежащих охране во Всеволожском районе, утверждённом решением Всеволожского городского Совета народных депутатов от 8 апреля 1993 года, за № 28 значится: усадьба «Средние Куйвози», 7 га, деревня Екатериновка.

## Известные жители
После Великой Отечественной войны в Екатериновке жил Герой Советского Союза Семён Забагонский (1911—1965).

## Улицы
Забогонского, Ольховая.